# Тувалу на летних Олимпийских играх 2012
Тувалу примет участие в летних Олимпийских играх 2012 в Великобритании, которые пройдут с 27 июля по 12 августа. Это второе участие страны на играх. На игры квалифицировались три спортсмена, соревнующиеся в двух видах спорта. Спортсмены из Тувалу пока ни разу не завоевывали медалей на играх.

## Тяжёлая атлетика
Спортсменов — 1
Мужчины
| Спортсмен        | Кате- гория | Масса | Рывок | Рывок | Рывок | Толчок | Толчок | Толчок | Всего | Место |
| Спортсмен        | Кате- гория | Масса | 1     | 2     | 3     | 1      | 2      | 3      | Всего | Место |
| ---------------- | ----------- | ----- | ----- | ----- | ----- | ------ | ------ | ------ | ----- | ----- |
| Туау Лапуа Лапуа | -62 кг      |       |       |       |       |        |        |        |       |       |

## Лёгкая атлетика
Спортсменов — 2
Мужчины
| Спортсмен     | Соревнование | Предварительный раунд | Предварительный раунд | 1/4 финала | 1/4 финала | Полуфинал | Полуфинал | Финал     | Финал |
| Спортсмен     | Соревнование | Результат             | Место                 | Результат  | Место      | Результат | Место     | Результат | Место |
| ------------- | ------------ | --------------------- | --------------------- | ---------- | ---------- | --------- | --------- | --------- | ----- |
| Асенати Акели | 100 м        |                       |                       |            |            |           |           |           |       |

Женщины
| Спортсмен    | Соревнование | Предварительный раунд | Предварительный раунд | 1/4 финала | 1/4 финала | Полуфинал | Полуфинал | Финал     | Финал |
| Спортсмен    | Соревнование | Результат             | Место                 | Результат  | Место      | Результат | Место     | Результат | Место |
| ------------ | ------------ | --------------------- | --------------------- | ---------- | ---------- | --------- | --------- | --------- | ----- |
| Тававеле Ноа | 200 м        |                       |                       |            |            |           |           |           |       |